# Pujon
Pujon (Hán Việt: Phó Chiến) là một huyện của tỉnh Hamgyong Nam tại Cộng hòa Dân chủ Nhân dân Triều Tiên. Huyện có địa hình cao nguyên với nhiệt độ trung bình năm chỉ là 2,5 ℃, dao động từ -17 °C vào tháng 1 cho đến 18 °C vào tháng 8. Do vậy, huyện trở thành một địa điểm nghỉ mát vào mùa hè. Huyện giáp với Sinhung ở phía nam, với Changjin ở tây nam; với Kimhyongjik, Pungso và Kimjongsuk của tỉnh Ryanggang ở phía bắc đông; giáp với Rangrim của tỉnh Chagang ở phía tây bắc.
Năm 2008, dân số toàn Huyện Pujon là 48.351 người (22.709 nam và 25.642 nữ), trong đó, dân cư đô thị là 27.440 người (56,8%) còn dân cư nông thôn là 20.911 người (43,2%).